# Dietenhofen
Dietenhofen – gmina targowa w Niemczech, w kraju związkowym Bawaria, w rejencji Środkowa Frankonia, w regionie Westmittelfranken, w powiecie Ansbach. Leży około 12 km na północny wschód od Ansbachu, nad rzeką Bibert.

## Dzielnice
W skład gminy wchodzą następujące dzielnice: Dietenhofen, Kleinhaslach, Leonrod, Adelmannsdorf, Oberschlauersbach, Ebersdorf, Herpersdorf, Andorf, Götteldorf, Seubersdorf, Neudorf, Warzfelden, Stolzmühle, Kleinhabersdorf, Frickendorf, Rüdern, Haunoldshofen, Rothleiten, Kehlmünz, Dietenholz, Höfen, Hörleinsdorf, Lentersdorf, Methlach, Neudietenholz, Walburgswinden, Mosmühle, Münchzell.

## Współpraca
Miejscowości partnerskie:
- Flavignac, Francja
- Gresten-Land, Austria
- Zschorlau, Saksonia